# Müllheizkraftwerk Frankfurt
Das Müllheizkraftwerk Frankfurt ist eine Müllverbrennungsanlage im Nordwesten von Frankfurt am Main. Sie kann jährlich bis zu 525.600 Tonnen Hausmüll energetisch verwerten und erzeugt dadurch 1.576.800 Tonnen Dampf, mit denen 30.000 Haushalte  mit Fernwärme versorgt werden. Ursprünglich nur zur Versorgung der Nordweststadt errichtet, wurde das Fernwärmenetz seit 2010 mit den Netzen anderer Frankfurter Heizkraftwerke verbunden und auf insgesamt 300 Kilometer erweitert. In Kraft-Wärme-Kopplung erzeugt das Kraftwerk bis zu 49 Megawatt elektrische Leistung.

## Geschichte

### Abfallentsorgung bis ins 19. Jahrhundert
Bis in die Mitte des 19. Jahrhunderts lag die Beseitigung des Hauskehrichts in Frankfurt am Main ausschließlich in der Verantwortung der Hausbesitzer. 1855 schloss die Stadt einen Vertrag mit mehreren Landwirten und Fuhrunternehmern. Gegen eine Jahresgebühr von 1500 Gulden erhielten sie die Konzession für die städtische Müllabfuhr und die Reinigung der Straßen und Plätze von Unrat. 1872 kündigten die Entsorgungsunternehmen den Vertrag, weil die Verwertung der Abfälle nicht mehr genug Ertrag abwarf. Ab 1. April 1872 musste die Stadt jährlich 20.000 Gulden für die Müllabfuhr bezahlen.
Ein Jahr später übernahm die Stadt die Müllabfuhr deshalb in Eigenregie. Sie sammelte die Abfälle, verkaufte die als Düngemittel geeigneten Bestandteile an die landwirtschaftlichen Betriebe und deponierte die Reststoffe auf dazu eingerichteten Kehrichtlagerplätzen am Stadtrand. Um 1900 belief sich das jährliche Abfallaufkommen auf 75.000 Kubikmeter; bis 1912 stieg es auf mehr als 120.000 Kubikmeter. Hinzu kamen etwa 75.000 Kubikmeter Klärschlamm, die jährlich im Klärwerk Niederrad anfielen. Die Abfalldeponien beanspruchten nicht nur wertvollen Grund und Boden, sondern führten auch mehr und mehr zu Beschwerden aufgrund der Geruchsbelästigung.

### Müllverbrennungsanlage Niederrad
1902 entschied sich die Stadt für den Bau einer Müllverbrennungsanlage, nachdem sich die 1895 in Hamburg errichtete erste Anlage dieser Art auf dem europäischen Kontinent bewährt hatte. In England bestanden zu dieser Zeit schon fast 200 Müllverbrennungsanlagen. Die neue Anlage sollte neben dem Klärwerk Niederrad entstehen. Sie war auf eine Kapazität von 100 Tonnen Hausmüll und 50 Tonnen teilentwässertem Klärschlamm täglich ausgelegt. Die Verbrennung erfolgte in 24 Einzelöfen des Systems Herbertz, die mechanisch von oben beschickt wurden und den Müll bei Temperaturen von 800 bis 1200 Grad Celsius verbrannten. Die heißen Rauchgase wurden zur Trocknung des Klärschlamms sowie zur Dampferzeugung genutzt. Mit dem Dampf wurden zwei Turbogeneratoren von je 360 Kilowatt Leistung betrieben.
Die Müllverbrennungsanlage ging 1909 in Betrieb. Nach dem Ersten Weltkrieg sank der Heizwert des in Frankfurt anfallenden Hausmülls dramatisch ab, sodass die Anlage um 1920 stillgelegt werden musste. Der Frankfurter Hausmüll wurde seitdem in einer offenen Deponie im Frankfurter Stadtwald nahe der Stadtgrenze zu Offenbach gelagert. Diese Abfalldeponie war in Frankfurt unter dem Namen Monte Scherbelino bekannt. Sie blieb bis 1968 in Betrieb und nahm insgesamt über 12 Millionen Kubikmeter Abfälle auf.

### Müllverbrennungsanlage Nordweststadt

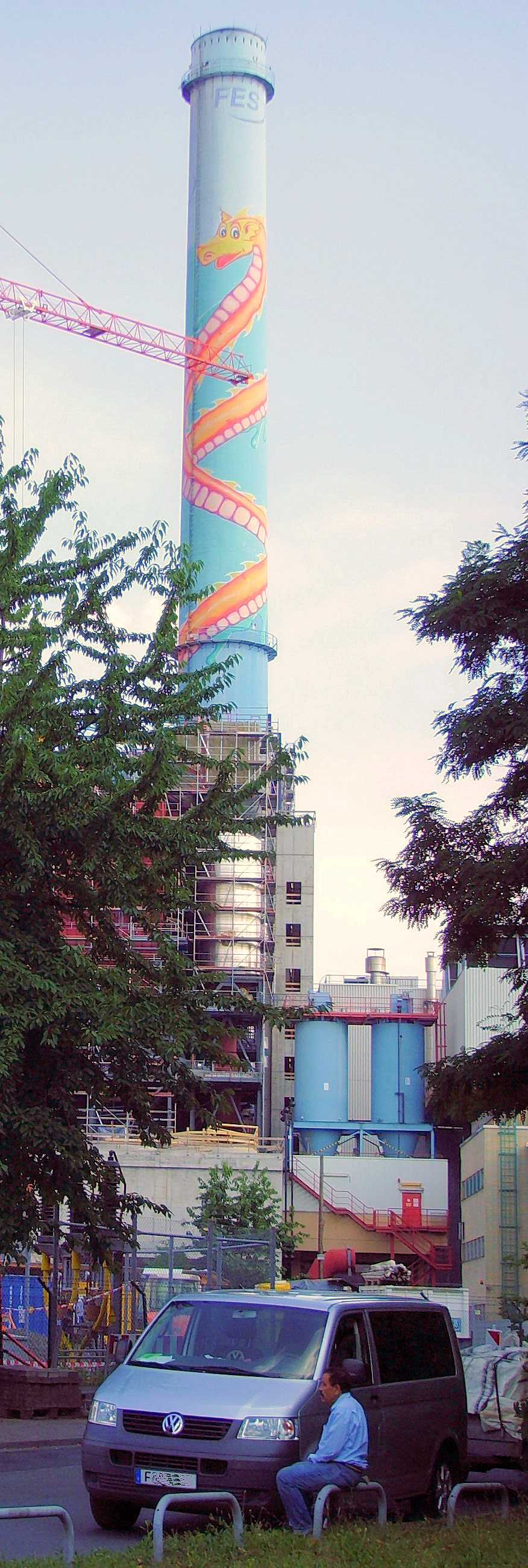
Schornstein des Müllheizkraftwerks mit dem Drachen Fessie, dem Logo der Frankfurter Abfallentsorgung

Anfang der 1960er Jahre wandte sich die Stadt erneut der Müllverbrennung zu. Die neue Verbrennungsanlage entstand in Heddernheim. Sie sollte die gleichzeitig entstandene Großsiedlung Nordweststadt mit Strom und Fernwärme versorgen. Ende 1965 ging die Anlage mit vier Verbrennungslinien und einer Gesamtkapazität von 400.000 Tonnen Müll pro Jahr in den Probebetrieb. Sie entsorgte einen Teil des Frankfurter Mülls, darüber hinaus auch Abfälle aus dem Main-Taunus-Kreis und der Stadt Bad Homburg. Die offizielle Inbetriebnahme fand am 16. August 1968 statt. 1984 bis 1987 wurde sie modernisiert und mit einer Rauchgasreinigungsanlage ausgestattet.
1997 erhielt der 110 Meter hohe gemauerte Kamin der Müllverbrennungsanlage ein Graffito. Das Bild eines feuerspeienden Drachens wurde unter dem Namen Fessie zum Maskottchen der Frankfurter Entsorgungsgesellschaft FES.
2003 bis 2009 wurde die Anlage im laufenden Betrieb erneuert und zum Müllheizkraftwerk mit vier Verbrennungslinien à 20 t Mülldurchsatz pro Stunde und einer auf 525.000 Tonnen pro Jahr erhöhten Verbrennungskapazität erweitert.